# Агент медичного туризму
Агент медичного туризму (також постачальник медичного туризму) — це організація або компанія, яка прагне звести потенційного пацієнта з постачальником медичних послуг, як правило, лікарнею або клінікою. Ці організації, як правило, є фасилітаторами та розробниками медичного туризму, що включає ряд питань, які не не є актуальними, коли пацієнт залишається у власній країні походження. 
Деякі з цих організацій та компаній спеціалізуються на певних сферах охорони здоров’я, таких як косметична хірургія, стоматологія або хірургія трансплантації, а інші більш узагальнені у своєму підході й надають широкий спектр вибору медичних послуг. Ці організації також можуть зосереджуватись на наданні послуг в одній країні або вони можуть забезпечувати доступ до лікування у різних країнах. 

## Агенції, орієнтовані на пункт призначення
Ці компанії зосереджуються на одному медичному пункті призначення, наприклад, у певному регіоні чи країні та просувають медичну допомогу в лікарнях / клініках у цьому місці. Оскільки вони зазвичай більші та організовані, вони пропонують такі послуги, як супровід протягом перельотів, проживання в готелі, перекладачі та інші послуги, які можуть потребувати медичні туристи. 
Модель доходу для цих організацій покладається на плату за послуги, яка стягується з медичного туриста, а також на реферальну оплату від лікарень. 

## Глобальні агенції
Ці компанії пропонують всесвітнє охоплення і, як правило, пропонують все, від стоматологічних, хірургічних до пластичних та косметичних процедур. Ці компанії зосереджуються на інформуванні замовника та наданні широкого спектру лікарень та клінік на одному вебсайті чи платформі, пропонуючи допомогу протягом усього процесу. Платформи можуть використовувати свої знання про кожну місцеву територію, щоб запропонувати поради щодо того, які лікарні чи клініки пропонують які процедури та за якою ціною. Послуга для споживача є абсолютно безкоштовною, їх дохід надходить у вигляді плати за направлення, безпосередньо з медичних установ. Зазвичай сума узгоджується заздалегідь і може становити 5-30% від загальної суми медичних рахунків. Популярність таких глобальних агентів, як Medigo, Medobal, Yellmed, DocDoc, Bookimed.com розширила сферу доступу до медичної допомоги у всьому світі. Тепер пацієнти можуть отримати доступ до деталей медичних процедур, дізнатися вартість лікування та отримати комплексний план лікування через свої вебсайти. Люди з Африки їдуть у великій кількості до Індії за якісними та доступними медичними процедурами. Головним чином, щоб подолати величезні витрати на лікування в приватних лікарнях та нижчу якість охорони здоров'я.